# František Klouček (Radsportler, 1960)
František Klouček (* 22. November 1960) ist ein ehemaliger tschechoslowakischer Radrennfahrer und nationaler Meister im Radsport.

## Sportliche Laufbahn
Klouček war im Straßenradsport und im Querfeldeinrennen (heutige Bezeichnung Cyclocross) aktiv. 1978 gewann er eine Etappe der Lidice-Rundfahrt.
1985 gewann er den nationalen Titel im Querfeldeinrennen vor Miloslav Kvasnicka, 1987 vor Petr Klouček, 1990 vor Peter Hric. 1981 wurde er Vize-Meister hinter Miloš Fišera, 1982 hinter Petr Klouček.
Klouček gewann 1987 die Silbermedaille bei den UCI-Weltmeisterschaften im Querfeldeinrennen hinter Mike Kluge. Bei den UCI-Cyclocross-Weltmeisterschaften kam er 1982 auf den 16. Platz, 1983 wurde er 8., 1984 15., 1985 19., 1988 23., 1990 31., 1992 23. und 1993 23.

## Familiäres
Sein Sohn František Klouček und sein Bruder Petr Klouček waren ebenfalls Radrennfahrer.